# Équipe d'Argentine de football à 5
Maillots
L’équipe d’Argentine de football à 5 est constituée par une sélection des meilleurs footballeurs argentins handisport sous l’égide de la Fédération argentine des sports pour aveugles.

## Effectif actuel
Pour les Jeux paralympiques 2012 stats 
| N° | Pos | Nom             | Date de naissance | Sélections | Buts | Club                    |
| -- | --- | --------------- | ----------------- | ---------- | ---- | ----------------------- |
| 1  | GB  | Dario Lencina   | 23 août 1980      | 1          | 0    | Estudiantes de la Plata |
| 26 | GB  | Guido Consoni   | 9 avril 1990      | 0          | 0    | Estudiantes de la Plata |
|    |     |                 |                   |            |      |                         |
| 2  | DF  | Angel Deldo     | 1er octobre 1987  | 0          | 0    | Achadec de Chaco        |
| 8  | DF  | Lucas Rodriguez | 20 septembre 1981 | 1          | 0    | Mun. De Cordoba         |
|    |     |                 |                   |            |      |                         |
| 3  | ML  | Federico Acardi | 26 juin 1989      | 1          | 0    | Bella Vista de Mendoza  |
| 4  | ML  | Froilan Padilla | 22 février 1979   | 1          | 0    | Unión de Delviso        |
| 11 | ML  | Marcelo Panizza | 7 octobre 1983    | 1          | 0    | River Plate             |
|    |     |                 |                   |            |      |                         |
| 5  | AT  | Silvio Velo     | 29 mai 1971       | 1          | 2    | River Plate             |
| 9  | AT  | Luis Sacayan    | 19 août 1981      | 0          | 0    | Univ. De Tucuman        |
| 10 | AT  | David Peralta   | 2 juin 1988       | 1          | 0    | Estudiantes de la Plata |